# Paris japonica
A Paris japonica (japánul: キヌガサソウ属, a Kinugasasou jelentése „lombkorona-növény”) a zászpafélék (Melanthiaceae) családjának Paris nemzetségbe tartozó növényfaj. Különlegessége, hogy az eddig vizsgált szervezetek közül a legnagyobb méretű, mintegy 150 milliárd bázispár hosszú genommal rendelkezik. Oktoploid, valószínűleg négy faj alloploiploid hibridje. 40 kromoszómája van. Japán szubalpin területein őshonos.

## Jellemzői
Lassú növésű (ami talán kapcsolatban van az óriási genommérettel) évelő növény. Júliusban virágzik. Mutatós, fehér színű, csillagra emlékeztető virágai egyetlen örvben nőnek, a kb. nyolc szárlevél fölött. A hűvös, árnyékos, nedves termőhelyet kedveli.
A ritka Paris japonica genomja 50-szer akkora, mint az emberé. 150 milliárd bázispárral a legnagyobb ismert genom, egyetlen sejt DNS-e kinyújtva a Big Bennél magasabban lenne (>90 méter). 19 milliárd bázispárral előzi meg az eddigi csúcstartót, az etióp gőtehalat (Protopterus aethiopicus), melynek 130 milliárd bázispárja sejtenként 132,83 pikogrammot nyom.

## Fordítás
- Ez a szócikk részben vagy egészben a Paris japonica című angol Wikipédia-szócikk ezen változatának fordításán alapul.  Az eredeti cikk szerkesztőit annak laptörténete sorolja fel. Ez a jelzés csupán a megfogalmazás eredetét és a szerzői jogokat jelzi, nem szolgál a cikkben szereplő információk forrásmegjelöléseként.

## Külső hivatkozások
- Rareplants page